# Concistori di papa Clemente V

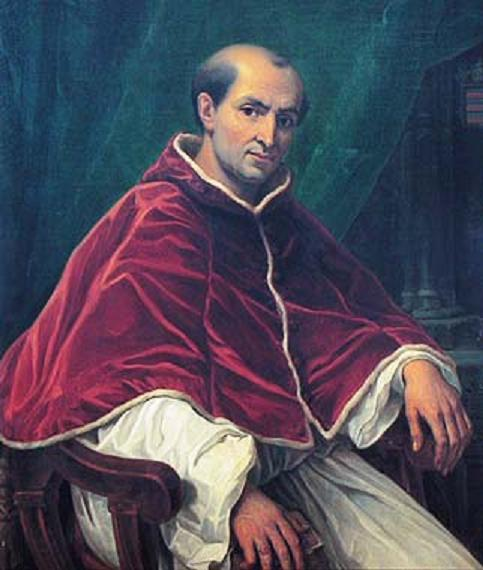
Papa Clemente V

Questa voce raccoglie l'elenco completo dei concistori per la creazione di nuovi cardinali presieduti da papa Clemente V, con l'indicazione di tutti i cardinali creati su cui si hanno informazioni documentarie (24 nuovi cardinali in 3 concistori). I nomi sono posti in ordine di creazione.

## 15 dicembre 1305 (I)
- Pierre de la Chapelle Taillefer, vescovo di Tolosa; creato cardinale presbitero di San Vitale (morto nel maggio 1312)
- Bérenger de Frédol, senior, vescovo di Béziers; creato cardinale presbitero dei Santi Nereo e Achilleo (morto nel giugno 1323)
- Arnaud de Canteloup, arcivescovo eletto di Bordeaux (Francia); creato cardinale presbitero di San Marcello (morto nel dicembre 1313)
- Pierre Arnaud de Puyanne, O.S.B., abate del monastero di Sainte-Croix (Bordeaux); creato cardinale presbitero di Santo Stefano al Monte Celio (o Santa Prisca) (morto nel settembre 1306)
- Thomas Jorz, O.P., confessore di Edoardo I, Re d'Inghilterra; creato cardinale presbitero di Santa Sabina (morto nel dicembre 1310)
- Nicolas de Fréauville, O.P., confessore di Filippo IV, Re di Francia; creato cardinale presbitero di Sant'Eusebio (morto nel gennaio o nel febbraio 1323)
- Etienne de Suisy, arcidiacono di Bruges, vescovo eletto di Tournai; creato cardinale presbitero di San Ciriaco alle Terme Diocleziane (morto nel dicembre 1311)
- Arnaud de Pellegrue, arcidiacono del capitolo della Cattedrale di Chartres; creato cardinale diacono di Santa Maria in Portico Octaviae (morto nell'agosto 1331)
- Raymond de Got, nipote di Sua Santità, arcidiacono di Sens; creato cardinale diacono di Santa Maria Nuova (morto nel giugno 1310)
- Guillaume Ruffat des Forges, canonico del capitolo della Cattedrale di Lione; creato cardinale diacono dei Santi Cosma e Damiano (morto nel febbraio 1311)

## 19 dicembre 1310 (II)
- Arnaud de Falguières, arcivescovo di Arles; creato cardinale vescovo di Sabina (morto nel settembre 1317)
- Bertrand des Bordes, vescovo di Albi; creato cardinale presbitero dei Santi Giovanni e Paolo (morto nel settembre 1311)
- Arnaud Nouvel, O.Cist., abate di Fontfroide (Narbona), vice-cancelliere di Santa Romana Chiesa; creato cardinale presbitero di Santa Prisca (morto nell'agosto 1317)
- Raimondo Guglielmo des Fargues, tesoriere del capitolo della Cattedrale di Beauvais (Francia); creato cardinale diacono di Santa Maria Nuova (morto nell'ottobre 1346)
- Bernard de Garves, arcidiacono del capitolo della Cattedrale di Coutances; creato cardinale diacono di Sant'Agata alla Suburra (morto nel 1328)

## 23 dicembre 1312 (III)
- Guillaume de Mandagout, Can.Reg.O.S.A., arcivescovo di Aix; creato cardinale vescovo di Palestrina (morto nel novembre 1321)
- Arnaud d'Aux, vescovo di Poitiers; creato cardinale vescovo di Albano (morto nell'agosto 1320)
- Jacques d'Euse, vescovo di Avignone; creato cardinale presbitero di San Vitale; poi eletto Papa Giovanni XXII il 7 agosto 1316 (morto nel dicembre 1334)
- Bérenguer de Frédol, junior, vescovo di Béziers; creato cardinale presbitero dei Santi Nereo e Achilleo (morto nel novembre 1323)
- Michel du Bec-Crespin, arcidiacono del capitolo della Cattedrale di Parigi; creato cardinale presbitero di Santo Stefano al Monte Celio (morto nell'agosto 1318)
- Guillaume Teste, arcidiacono del capitolo della Cattedrale di Comminges; creato cardinale presbitero di San Ciriaco alle Terme Diocleziane (morto prima di settembre 1326)
- Guillaume Pierre Godin, O.P., maestro del Palazzo Apostolico; creato cardinale presbitero di Santa Cecilia (morto nel giugno 1336)
- Vital du Four, O.F.M., provinciale del suo Ordine in Aquitania; creato cardinale presbitero dei Santi Silvestro e Martino ai Monti (morto nell'agosto 1327)
- Raymond (de Saint-Sever), O.S.B., abate di Saint-Sever, vescovo eletto di Oloron; creato cardinale presbitero di Santa Pudenziana (morto nel luglio 1317)

## Fonti
- (EN) Current and historical information about the Bishops and Dioceses of the Catholic Hierarchy around the world, su catholic-hierarchy.org.
- (EN) Salvador Miranda, Clement V, su fiu.edu – The Cardinals of the Holy Roman Church, Florida International University. URL consultato il 28 luglio 2015.